# Pianosonate nr. 3 (Prokofjev)
Pianosonate nr. 3 in a mineur, opus 28 is een compositie van Sergej Prokofjev. 
De sonate bestaat uit één deel:
1. Allegro tempestoso

Prokofjev stelde de sonate samen uit een aantal aantekeningen uit zijn Houten Boek; een boekwerkje met houten kaft waarin Prokofjev melodieën en andere aantekeningen bewaarde. Hiermee ligt de datum van componeren in een tijdsspanne van 1907 tot 1917. Prokofjev verzorgde zelf de première op 15 april 1918 te Petrograd.
De sonate is een afwisseling van woeste, energierijke passages en meer lieflijke passages. De speelduur van de sonate ligt op ongeveer 7 minuten.
De meest bekende opname is die van de pianist Emil Gilels uit 1977.